# Cladopsammia manuelensis
Espèce
Statut CITES
Cladopsammia manuelensis est une espèce de coraux appartenant à la famille des Dendrophylliidae.